# Vyacheslav Nikolayevich Ivanov
Vyacheslav Nikolayevich Ivanov (Moscou, 30 de julho de 1938 – 5 de agosto de 2024) foi um remador russo tricampeão olímpico e campeão mundial.
Vyacheslav Ivanov competiu nos Jogos Olímpicos de 1956, 1960, e 1964, na qual conquistou a medalha de ouro nas três oportunidades no skiff simples.

## Morte
Ivanov morreu no dia 5 de agosto de 2024 aos 86 anos.